# Az Északi-Mariana-szigetek a 2011-es úszó-világbajnokságon
Az Északi-Mariana-szigetek a 2011-es úszó-világbajnokságon három úszóval vett részt.

## Úszás
Férfi
| Versenyző         | Esemény                       | Selejtező | Selejtező | Elődöntő          | Elődöntő          | Döntő             | Döntő             |
| Versenyző         | Esemény                       | Idő       | Helyezés  | Idő               | Helyezés          | Idő               | Helyezés          |
| ----------------- | ----------------------------- | --------- | --------- | ----------------- | ----------------- | ----------------- | ----------------- |
| Eli Ebenezer Wong | Férfi 200 méteres mellúszás   | 2:23.35   | 46        | Nem jutott tovább | Nem jutott tovább | Nem jutott tovább | Nem jutott tovább |
| Eli Ebenezer Wong | Férfi 200 méteres vegyesúszás | 2:10.18   | 43        | Nem jutott tovább | Nem jutott tovább | Nem jutott tovább | Nem jutott tovább |

Női
| Versenyző          | Esemény                    | Selejtező | Selejtező | Elődöntő          | Elődöntő          | Döntő             | Döntő             |
| Versenyző          | Esemény                    | Idő       | Helyezés  | Idő               | Helyezés          | Idő               | Helyezés          |
| ------------------ | -------------------------- | --------- | --------- | ----------------- | ----------------- | ----------------- | ----------------- |
| Grace Kimball      | Női 50 méteres gyorsúszás  | 30.94     | 65        | Nem jutott tovább | Nem jutott tovább | Nem jutott tovább | Nem jutott tovább |
| Grace Kimball      | Női 100 méteres gyorsúszás | 1:09.70   | 72        | Nem jutott tovább | Nem jutott tovább | Nem jutott tovább | Nem jutott tovább |
| Victoria Chentsova | Női 200 méteres gyorsúszás | 2:27.86   | 47        | Nem jutott tovább | Nem jutott tovább | Nem jutott tovább | Nem jutott tovább |
| Victoria Chentsova | Női 400 méteres gyorsúszás | 5:18.67   | 36        |                   |                   | Nem jutott tovább | Nem jutott tovább |